# Xa lộ Liên tiểu bang 90
Xa lộ Liên tiểu bang 90 (tiếng Anh: Interstate 90 hay viết tắt là I-90) là một xa lộ liên tiểu bang dài nhất tại Hoa Kỳ với chiều dài là 3.101,77 miles (4.991,81 km). Nó là một xa lộ liên tiểu bang nằm ở cực bắc nhất chạy từ bờ biển này sang bờ biển kia và đi song song với Quốc lộ Hoa Kỳ 20 trong phần lớn chiều dài của nó. Điểm đầu phía tây của nó ở Đường Edgar Martinez, gần Sân vận động Safeco và Sân vận động CenturyLink trong thành phố Seattle, tiểu bang Washington. Đầu phía đông của nó nằm ở Xa lộ 1A gần Sân bay Quốc tế Logan trong thành phố Boston, tiểu bang Massachusetts. Xa lộ Liên tiểu bang 90 băng qua Đường phân thủy Bắc Mỹ trên Đèo Homestake ngay phía đông Butte, Montana.
Ở phía đông ranh giới Wisconsin-Illinois, phần nhiều I-90 bị thu phí dọc theo các xa lộ thu phí sau đây (một số xa lộ này có trước Hệ thống Xa lộ Liên tiểu bang ra đời): Xa lộ thu phí Tưởng niệm Jane Addams, Cầu thu phí Chicago, Lộ thu phí Indiana, Xa lộ thu phí Ohio, Xa lộ thu phí Tiểu bang New York, và Xa lộ thu phí Massachusetts trong đó có Đường hầm Ted Williams. Không thu phí khi đi qua phố chính Chicago; Đại Cleveland và phần còn lại của Đông Bắc Ohio; Pennsylvania; và khi đi qua các đoạn ngắn gần các thành phố Buffalo, Albany, và Boston.

## Mô tả xa lộ
|         | dặm      | km       |
| ------- | -------- | -------- |
| WA      | 299,62   | 482,19   |
| ID      | 73,55    | 118,37   |
| MT      | 551,68   | 887,84   |
| WY      | 208,8    | 336,03   |
| SD      | 412,76   | 664,27   |
| MN      | 275,7    | 443,70   |
| WI      | 187,14   | 301,17   |
| IL      | 123,89   | 199,38   |
| IN      | 156,28   | 251,51   |
| OH      | 244,75   | 393,89   |
| PA      | 46,4     | 74,67    |
| NY      | 385,48   | 620,37   |
| MA      | 135,72   | 218,42   |
| Tổng số | 3.101,77 | 4.991,81 |

### Tiểu bang Washington
Điểm đầu phía tây của I-90 nằm trong khu dân cư Sodo của thành phố Seattle tiểu bang Washington. I-90 chiều hướng đông bắt đầu tại Lối ra 2B ở Đường Edgar Martínez Nam và Phố số 4 Nam. Lối ra 2B của I-90 chiều đi hướng tây kết thúc tại Đường Edgar Martínez và Phố số 4 gần Sân vận động Safeco cũng như Phố số 4 ngay phía bắc Đường S. Royal Broughman gần Sân vận động CenturyLink.
Đường hầm mang Xa lộ Liên tiểu bang 90 bên dưới Đỉnh núi Baker có tên trong Sổ bộ Địa danh Lịch sử Quốc gia Hoa Kỳ.

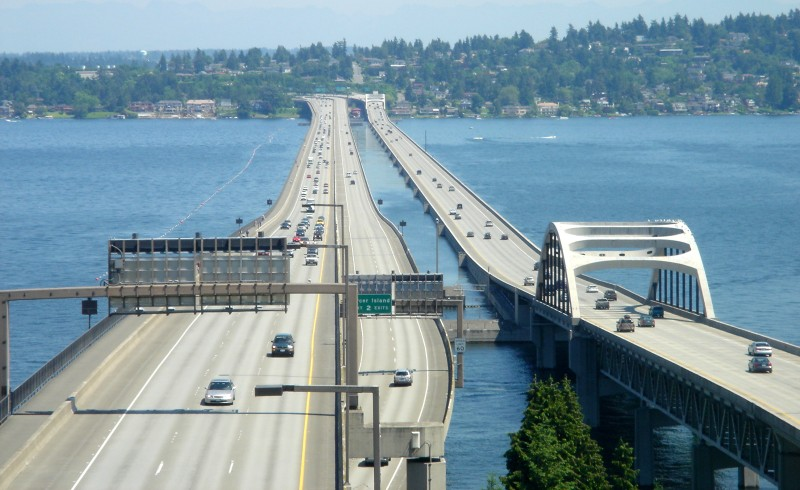
Xa lộ Liên tiểu bang 90 đi qua Hồ Washington

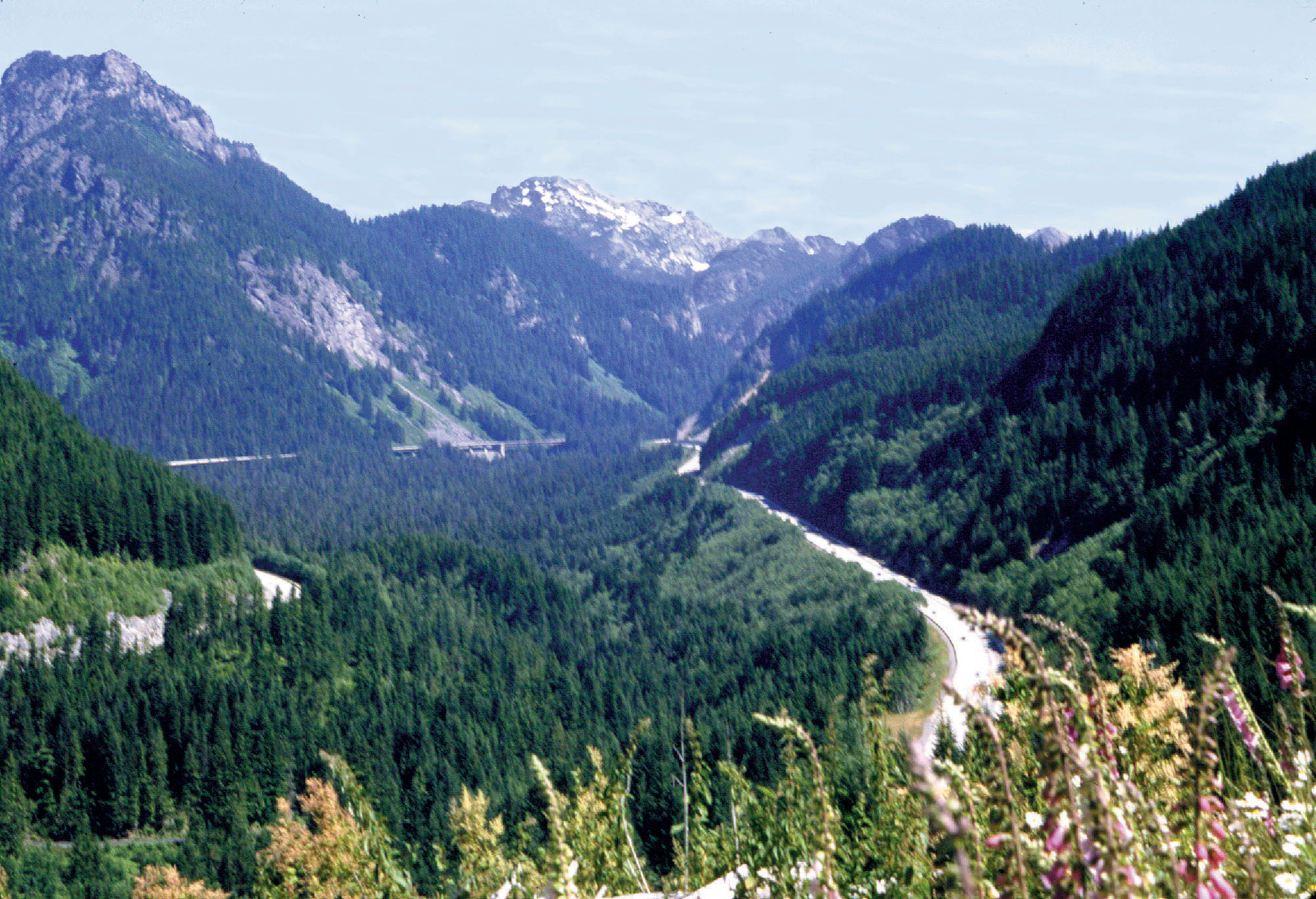
Xa lộ Liên tiểu bang 90 đi qua Đèo Snoqualmie

I-90 hợp nhất hai trong số các cầu nổi dài nhất trên thế giới, đó là Cầu Tưởng niệm Lacey V. Murrow và Cầu tưởng niệm Homer M. Hadley bắt qua Hồ Washington từ thành phố Seattle đến Đảo Mercer, Washington. Chúng đứng thứ hai và thứ năm dài nhất của loại cầu nổi, theo thứ tự vừa nói.
Bốn mươi dặm về phía đông thành phố Bellevue, I-90 đi qua Đèo Snoqualmie của Dãy núi Cascade ở cao độ khoảng 3.022 foot (921 m).  Tại cột dặm số 137, nó vượt qua Sông Columbia trên Cầu Vantage. Sau khi vào thành phố Spokane, Washington gần cột dặm số 279, nó đi vào tiểu bang Idaho cách đó khoảng 20 dặm (32 km).
Từ năm 1980, đoạn đường của I-90 từ thành phố Seattle (có Vịnh Puget) đến Thorp, Washington (vùng núi) được quy định là Mountains to Sound Greenway (có nghĩa là Xa lộ xanh từ Núi đến Vịnh) để bảo vệ các nguồn văn hóa và cảnh vật nổi bật của nó.

### Idaho
Thị trấn nhỏ Wallace, Idaho vẫn tự hào là có đèn giao thông cuối cùng trên I-90. Phố chính của thị trấn có nhiều tòa nhà lịch sử, đáng lẽ bị san bằng để xây dựng con đường của I-90 như ban đầu đã dự định cho nên vào năm 1976, các lãnh đạo thị trấn đã đưa phố chính của thị trấn mình vào Sổ bộ Địa danh Lịch sử Quốc gia Hoa Kỳ. Kết quả là chính phủ liên bang Hoa Kỳ bị bắt buộc tốn nhiều tiền để điều chỉnh con đường của I-90 về rìa phía bắc của phố chính và nâng cao nó lên.  Đoạn đường này của I-90 thông xe vào tháng 9 năm 1991. Một con đường dành cho xe đạp được xây bên dưới một phần của đoạn này.

### Montana

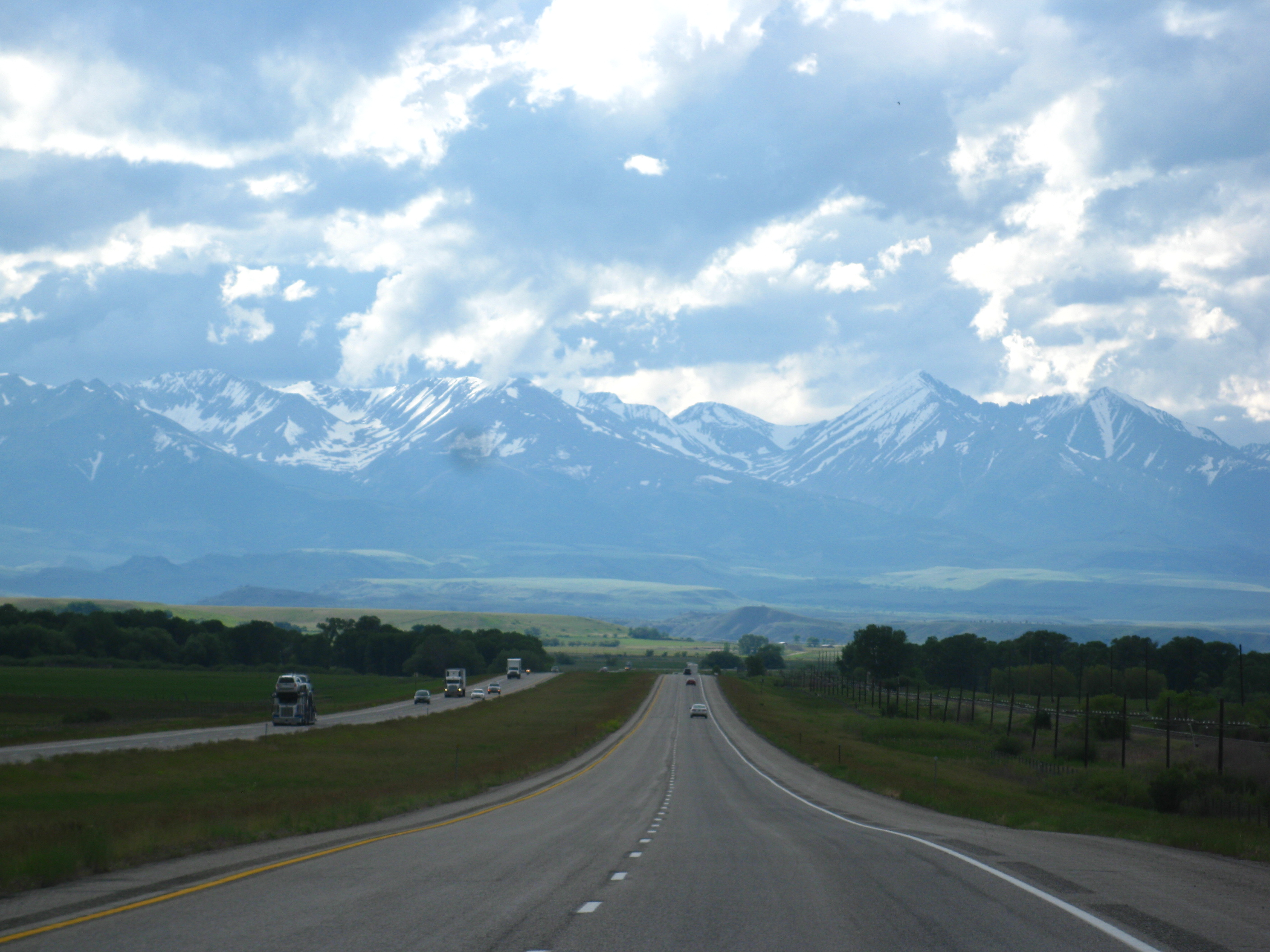
I-90 gần Park City, Montana

Từ năm 1995 đến 1999, không có biển tốc độ giới hạn bằng số trên I-90 trong tiểu bang Montana. Tốc độ giới hạn chỉ được định nghĩa đơn giản là "chính đáng và thận trọng" được Lực lượng Tuần tra Xa lộ Montana quy định theo cơ bản từng trường hợp. Tốc độ giới hạn tại tiểu bang hiện nay trong tiểu bang là 75 dặm một giờ (120 km/h). Từ phía tây, I-90 đi vào Montana trên đỉnh Đèo Lookout. Nó đi sát Missoula và chạy qua Butte trước khi băng qua đường phân thủy lục địa ngay phía đông Butte. Tại đây, nó đi qua Đèo Homestake cao 6.329 ft (1929 mét), điểm cao nhất của toàn xa lộ liên tiểu bang này. Nó đi qua giữa Dãy núi Gallatin và Dãy núi Bridger trên Đèo Bozeman giữa Bozeman và Livingston. Nó theo Sông Yellowstone từ Livingston đến Billings là nơi nơi nó nối các khu ngoại ô của Laurel và Lockwood với phần còn lại của Billings. Tại Lockwood nó giao cắt với đầu phía tây của I-94 và quay về hướng tây. phía nam Hardin, nó đi qua nơi từng xảy ra Trận Little Bighorn ở Crow Agency trên Khu dành riêng cho người bản thổ Mỹ Crow. Montana hãnh diện có đoạn đường dài nhất của I-90 với chiều dài trên 551 dặm (887 km).

### Wyoming
Tại ranh giới Montana, I-90 là một xa lộ cao tốc có 4 làn xe với dải phân cách là một dải cỏ xanh. Ngay phía bắc Buffalo, Wyoming, nó đi về hướng nam và gặp I-25 cũng đi về hướng nam. Tại đây, nó đổi hướng lệch sang hướng đông–tây hơn và I-25 tiếp tục đi về hướng nam.

### South Dakota
Gần Rapid City tiểu bang South Dakota tại ranh giới Wyoming, I-90 là một xa lộ cao tốc có 4 làn xe với dải phân cách là dải cỏ. Tại vùng Sioux Falls, I-90 giao cắt với I-29 và tiếp tục đi hướng đông một đoạn ngắn trước khi đến tiểu bang Minnesota.  I-90 là xa lộ cao tốc đông-tây dài nhất trong tiểu bang South Dakota.  Nó đi qua Mitchell, Sioux Falls, và Rapid City.  Nó không đi qua thủ phủ tiểu bang là Pierre.
Đoạn đường qua tiểu bang South Dakota I-90 được định nghĩa bằng Bộ luật Mã hóa South Dakota § 31-4-184.

### Minnesota
Đoạn đường của I-90 đi qua tiểu bang Minnesota được định nghĩa như Xa lộ 391 trong Luật Minnesota § 161.12(3).
I-90 băng qua miền nam tiểu bang Minnesota từ ranh giới với tiểu bang South Dakota gần thành phố Beaver Creek, Minnesota đến Sông Mississippi gần thành phố La Crosse, Wisconsin. Trên phần lớn đoạn đường đi qua tiểu bang, I-90 chạy gần ranh giới tiểu bang Iowa và khá song song với ranh giới. Tại Đông Nam Minnesota, nó uốn cong lên hướng bắc đế Rochester và Winona.
Khu dừng chân/vệ sinh bên đường gần thành phố Blue Earth, Minnesota là nơi hai toán xây dựng ở hai chiều đi hướng đông và tây hoàn thành vào năm 1978. Đây là dặm cuối cùng và là nơi kết nối 3.099,07 dặm (4.987,47 km) xa lộ liên tiểu bang I-90 lại với nhau.  Từ khi mặt đường được trải nhựa bitum vào năm 2006, vạch xi măng màu vàng ban đầu, rộng khoảng 4 foot-wide (1,2 m) đánh dấu chỗ hoàn thành xa lộ I-90 nay đã được thay thế băng sơn màu vàng ngay trên các phần lề lộ tại cùng địa điểm; các tấm biển được dựng lên để lưu niệm và mô tả đoạn đặc biệt này của I-90 có thể tìm thấy tại Khu dừng chân/vệ sinh Blue Earth (hai khu cho hai chiều đông tây).

### Wisconsin
I-90 đi qua tiểu bang Wisconsin từ tiểu bang Minnesota đến tiểu bang Illinois theo hướng gần như là đông nam. Nó nhập với I-94 tại Tomah và I-39 tại Portage.  I-94 tách khỏi I-90 tại thành phố Madison.
Ba xa lộ liên tiểu bang I-39/90/94, đoạn từ phía nam Portage đến Madison, là đoạn trùng dài nhất của ba xa lộ liên tiểu bang tại Hoa Kỳ.

### Illinois

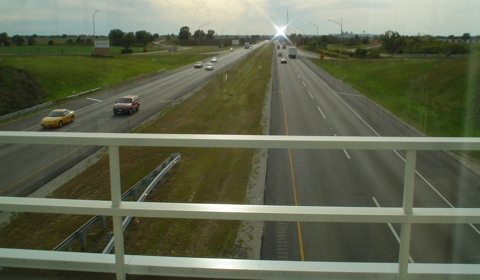
Xa lộ Liên tiểu bang 90 tại khu dừng chân/vệ sinh trong thành phố Belvidere. Đoạn này, nó sử dụng con đường của Xa lộ thu phí Tưởng niệm Jane Addams.

Trong tiểu bang Illinois, Xa lộ Liên tiểu bang 90 đi vào phía bắc thành phố Rockford theo hướng bắc–nam và nhập với Xa lộ Liên tiểu bang 39. Sau đó nó chạy theo hướng đông-đông nam trực tiếp đến thành phố Chicago. Từ Rockford đến Xa lộ Liên tiểu bang 294, xa lộ thu phí và có tên là Jane Addams Memorial Tollway. Trước năm 2007, Xa lộ thu phí Tưởng niệm Jane Addams được gọi là Xa lộ thu phí Tây Bắc.  Tại Vùng đô thị Chicago từ Sân bay Quốc tế O'Hare đến ranh giới tiểu bang Indiana, I-90 có đến ba tên. Xa lộ cao tốc Kennedy chạy từ Sân bay Quốc tế O'Hare đến Xa lộ Liên tiểu bang 290 và Xa lộ vòng Chicago. I-90 tiếp tục đi về phía nam xa lộ vòng trên một đoạn đường của Xa lộ cao tốc Dan Ryan, và rồi về hướng đông nam vào Cầu thu phí Chicago để vào tiểu bang Indiana.

### Indiana
Trong tiểu bang Indiana, toàn đoạn của Xa lộ Liên tiểu bang 90 chạy trùng với Lộ thu phí Indiana.  Xa lộ Liên tiểu bang 90 từ tiểu bang Illinois vào tại Cầu thu phí Chicago. Sau đó nó chạy đến nơi trùng nhau của I-80/I-94 nằm ở phía đông Xa lộ Liên tiểu bang 65. Tại đây I-80 tách khỏi I-94 và nhập vào I-90. Con đường kết hợp I-80/90 chạy về phía đông ngang phía bắc tiểu bang Indiana và gần ranh giới miền nam của tiểu bang Michigan để đến ranh giới tiểu bang Ohio.
Là một phần của Lộ thu phí, I-80/90 đi đến phía bắc của South Bend và Elkhart. Nó cũng đi qua phía bắc Angola tại Xa lộ Liên tiểu bang 69.

### Ohio

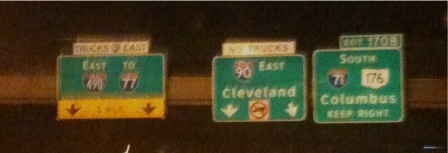
I-90 gần nút giao thông lập thể với I-71 trong thành phố Cleveland

Lộ thu phí Indiana đi vào Xa lộ thu phí Ohio khi nó vượt qua ranh giới tiểu bang. I-90 đi theo lộ trình của Xa lộ thu phí Ohio cho đến Lorain (phía tây Cleveland). Tại đây nó quay lên hướng bắc theo một con đường gần các bờ của Hồ Erie.
Tại thành phố Cleveland, Xa lộ Liên tiểu bang 90 phục vụ Xa lộ cao tốc Innerbelt tại nơi hợp nhau của điểm đầu phía bắc của các xa lộ I-71 và I--77. Một trong những đoạn nguy hiểm và dị thường nhất của Xa lộ Liên tiểu bang 90 là đoạn xa lộ đi qua phố chính thành phố Cleveland mà người địa phương gọi là "Dead Man's Curve", có nghĩa là Khúc cong Chết người. Tại đây, con đường bẽ cong gần như 90 độ. Mặc dù có nhiều biển dấu lớn, đèn chớp, và dải rung cảnh báo người lái xe về khúc cong này nhưng vẫn có nhiều vụ tai nạn xảy ra do người lái xe bất cẩn. Có các kế hoạch điều chỉnh lại xa lộ dọc theo khúc cong này trong vòng thập niên tới đây như là một phần của một dự án lớn hơn nhằm cải thiện hệ thống xa lộ tại thành phố Cleveland.
Xa lộ cao tốc Innerbelt tại Cleveland cũng có một cầu thép cùng thiết kế như cầu trên xa lộ I-35W bị sập ở thành phố Minneapolis, Minnesota.  Từ ngày 30 tháng 9 năm 2008, hai làn mỗi chiều của cây cầu rộng 8 làn xe bị đóng để giảm trọng tải trên cầu. Cầu này đang được kiểm tra vì nó đang xuống cấp nghiêm trọng trong vài năm qua. Tin rằng cây cầu này sẽ được thay bằng một nhịp mới trong vòng 5 năm tới đây.

### Pennsylvania
I-90 đi từ ranh giới tiểu bang Ohio qua thành phố Erie tiểu bang Pennsylvania và rồi rời Pennsylvania đến tiểu bang New York. Với đoạn đường dài 46,4 dặm (74.67 km), đây là chiều dài ngắn nhất của I-90 bên trong 1 tiểu bang.
Mặc dù không phải là một xa lộ liên tiểu bang nhưng một phần của Xa lộ Pennsylvania 5 nằm trong thành phố Erie vừa rồi đã được đặt tên là Xa lộ Pennsylvania 290 (hai chữ số cuối là 90 ám chỉ nó là một xa lộ phụ của I-90). Mục đích của việc đổi tên là khuyến khích người lái xe sử dụng đoạn đường này của Phố 12 thuộc thành phố Erie như một xa lộ vòng để nối Xa lộ Liên tiểu bang 79 và I-90 đến Xa lộ nối Bayfront và phố chính thành phố Erie.

### New York

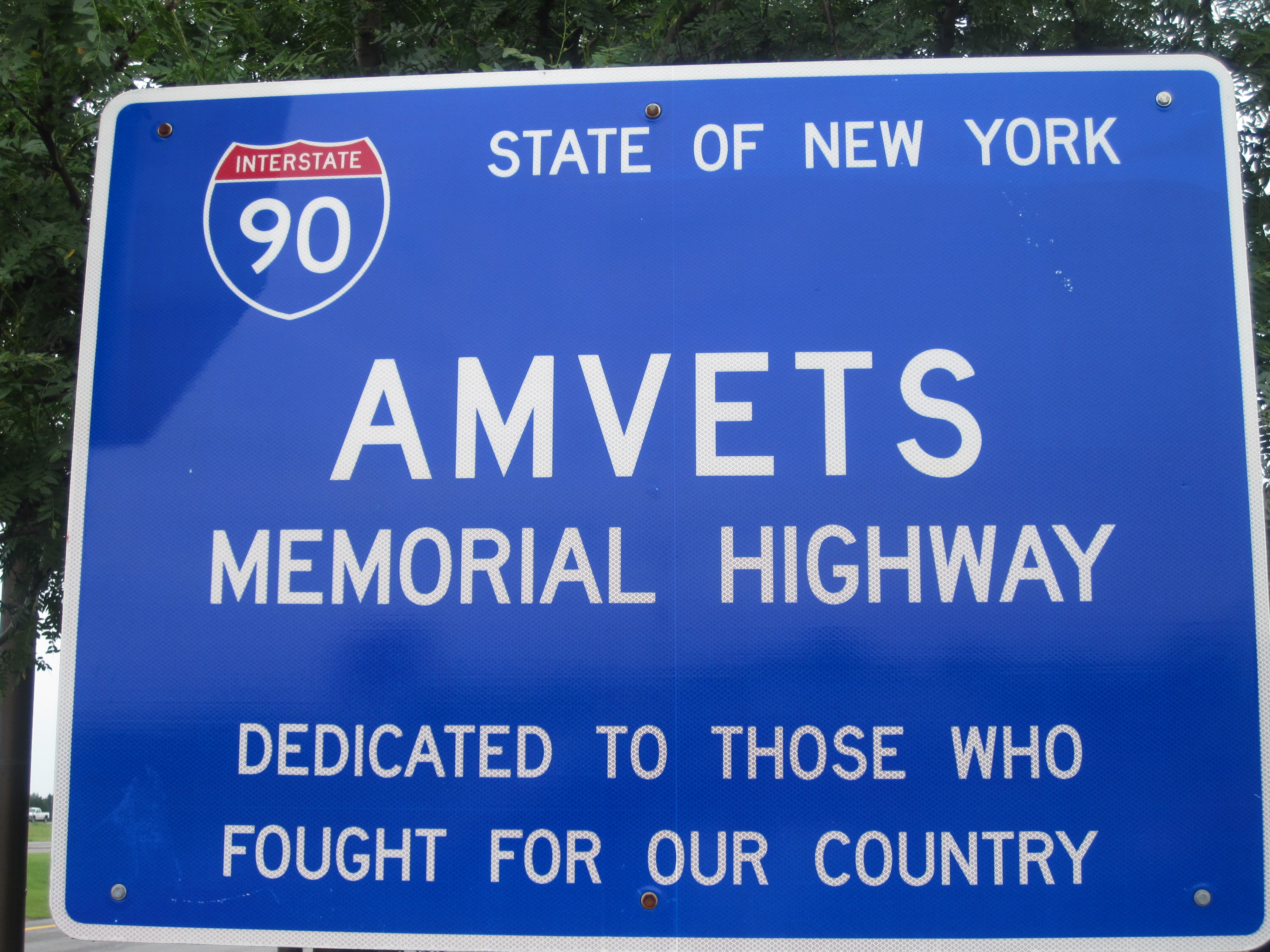
I-90 với tên gọi là Xa lộ Cựu chiến binh Mỹ ở phía tây thành phố Syracuse

I-90 trở thành Xa lộ thu phí Tiểu bang New York ngay khi vào trong tiểu bang New York. Xa lộ đi theo bờ Hồ Erie cho đến thành phố Buffalo là nơi nó nhập với Xa lộ Water Level củ cho đến thành phố Albany.  Tại đó, nó đi đường khác một đoạn ngắn trước khi nhập trở lại với Xa lộ thu phí Tiểu bang New York State.
Phần lớn cả đoạn trong tiểu bang New York, nó là một xa lộ thu phí. Ban đầu nó được xây dựng như một phần của dự án xa lộ thu phí vào giữa thập niên 1950 và nhận cái tên hiện tại là Xa lộ Liên tiểu bang 90 vào năm 1958.

### Massachusetts
I-90 tại tiểu bang Massachusetts chạy dọc theo Xa lộ thu phí Massachusetts. Xa lộ thu phí Masachusetts có trước khi Hệ thống Xa lộ Liên tiểu bang ra đời, được thông xe ngày 15 tháng 5 năm 1957 từ thị trấn West Stockbridge ở ranh giới tiểu bang New York đến Xa lộ Massachusetts 128.
Đoạn đầu tiên Boston Extension thông xe vào tháng 9 năm 1964 từ điểm đầu ban đầu tại Xa lộ 128 đến Xa lộ thu phí Allston/Brighton. Toàn bộ đoạn Boston Extension thông xe ngày 18 tháng 2 năm 1965 kéo dài từ Xa lộ thu phí Allston/Brighton đến I-93 trong phố chính thành phố Boston. Đoạn mở rộng mới thêm vào khoảng 12 dặm (19 km).
I-90 lại được mở rộng như một phần của dự án Big Dig từ đầu của nó tại I-93 đến Sân bay Quốc tế Logan và một điểm đầu của Xa lộ 1A vào tháng 1 năm 2003 qua các đường hầm nằm bên dưới Eo biển Fort Point và Đường hầm Ted Williams nằm dưới Bến tàu Boston. Đoạn này kéo dài I-90 thêm 1,3 dặm (2,1 km), chuyển đối đầu phía đông của I-90 đến Xa lộ 1A.
Xe tải kéo hai toa được phép đi qua giữa Lối ra số 11 và xuyên qua ranh giới tiểu bang New York.

## Lịch sử
I-90 sử dụng nhiều các con lộ hiện hữu. Xa lộ thu phí Massachusetts, Xa lộ thu phí Tiểu bang New York, Xa lộ thu phí Ohio, Lộ thu phí Indiana, Cầu thu phí Chicago, và Xa lộ thu phí Tưởng niệm Jane Addams có trước I-90 và được sử dụng như một phần con đường của I-90.  Điều này có nghĩa là có những phần quan trọng của xa lộ này không đúng chính xác tiêu chuẩn đòi hỏi cho một xa lộ liên tiểu bang. Tuy nhiên chúng vẫn gần với tiêu chuẩn này.

## Các xa lộ giao cắt chính

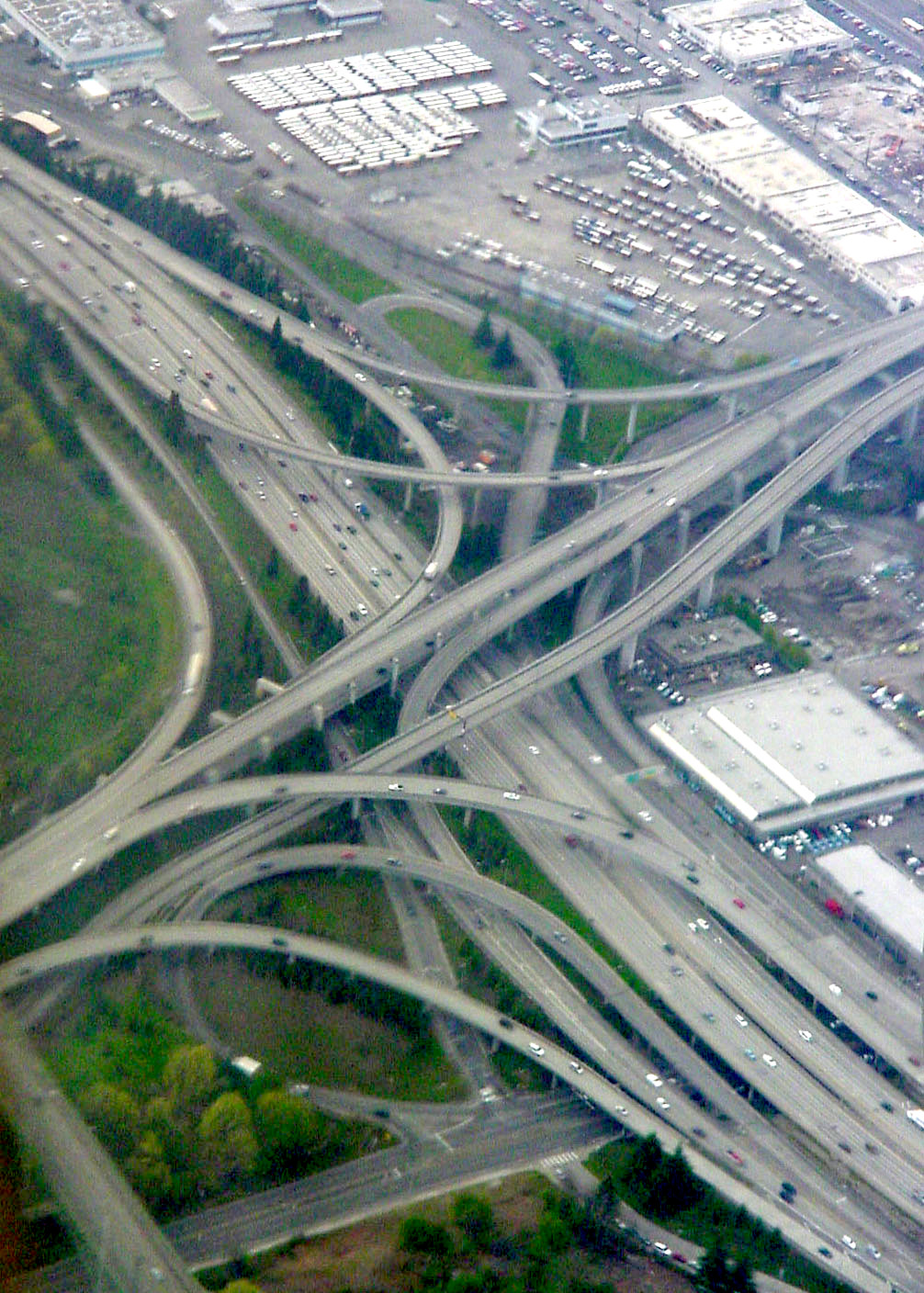
Xa lộ Liên tiểu bang 5 và Xa lộ Liên tiểu bang 90 giao cắt nhau trong thành phố Seattle, Washington

- Xa lộ Liên tiểu bang 5 tại Seattle, Washington
- Xa lộ Liên tiểu bang 405 tại Bellevue, Washington
- Xa lộ Liên tiểu bang 82 tại Ellensburg, Washington
- Xa lộ Liên tiểu bang 15 tại Butte, Montana; nhập khoảng 7,65 dặm (12,31 km)
- Xa lộ Liên tiểu bang 94 tại Billings, Montana
- Xa lộ Liên tiểu bang 25 tại Buffalo, Wyoming
- Xa lộ Liên tiểu bang 29 tại Sioux Falls, South Dakota
- Xa lộ Liên tiểu bang 35 tại Albert Lea, Minnesota
- Xa lộ Liên tiểu bang 94 tại Tomah, Wisconsin; nhập khoảng 91,76 dặm (147,67 km) cho đến thành phố Madison, Wisconsin.
- Xa lộ Liên tiểu bang 39 tại Portage, Wisconsin; nhập khoảng 95 dặm (152 km) cho đến Rockford, Illinois.
- Xa lộ Liên tiểu bang 43 tại Beloit, Wisconsin
- Xa lộ Liên tiểu bang 94 tại Chicago, Illinois; nhập khoảng 16,71 dặm (26.89 km)
- Xa lộ Liên tiểu bang 55 tại Chicago, Illinois
- Xa lộ Liên tiểu bang 65 tại Gary, Indiana
- Xa lộ Liên tiểu bang 94 tại Lake Station, Indiana
- Xa lộ Liên tiểu bang 80 tại Lake Station, Indiana; nhập khoảng 278,40 dặm (448,04 km) cho đến Lorain, Ohio.
- Xa lộ Liên tiểu bang 69 tại Fremont, Indiana
- Xa lộ Liên tiểu bang 75 tại Toledo, Ohio
- Xa lộ Liên tiểu bang 71 tại Cleveland, Ohio
- Xa lộ Liên tiểu bang 77 tại Cleveland, Ohio
- Xa lộ Liên tiểu bang 271 tại Willoughby, Ohio
- Xa lộ Liên tiểu bang 79 tại Erie, Pennsylvania
- Xa lộ Liên tiểu bang 86 tại Erie, Pennsylvania
- Xa lộ Liên tiểu bang 81 tại Syracuse, New York
- Xa lộ Liên tiểu bang 88 tại Rotterdam, New York
- Xa lộ Liên tiểu bang 87 tại Albany, New York
- Xa lộ Liên tiểu bang 91 tại West Springfield, Massachusetts
- Xa lộ Liên tiểu bang 291 tại Chicopee, Massachusetts
- Xa lộ Liên tiểu bang 84 tại Sturbridge, Massachusetts
- Xa lộ Liên tiểu bang 395 tại Auburn, Massachusetts
- Xa lộ Liên tiểu bang 495 tại Hopkinton, Massachusetts
- Xa lộ Liên tiểu bang 95 tại Weston, Massachusetts[9]
- Xa lộ Liên tiểu bang 93 tại Boston, Massachusetts[10]

## Các xa lộ phụ
- Rapid City, South Dakota - I-190
- Chicago, Illinois - I-190 (tạo một con đường trực tiếp đến Sân bay Quốc tế O'Hare), I-290
- Cleveland, Ohio - I-490
- Buffalo, New York - I-190, I-290, I-990 (không trực tiếp nối với nhau)
- Rochester, New York - I-390, I-490, I-590 (không trực tiếp nối với nhau)
- Syracuse, New York - I-690
- Utica, New York - I-790
- Schenectady, New York - I-890
- Xa lộ nhánh ngắn đến I-495 tại Marlborough, Massachusetts - I-290
- Xa lộ nhánh ngắn đến Leominster, Massachusetts - I-190

I-90 là xa lộ liên tiểu bang duy nhất có một bộ đầy đủ các xa lộ liên tiểu bang phụ (thí dụ, tất cả chín con số xa lộ khả dỉ gồm ba chữ số) nằm trong một tiểu bang đơn độc, đó là tiểu bang New York.